# Boris Vukčević
Pour les articles homonymes, voir Vukčević.
Boris Vukčević est un footballeur allemand d'origine croate, né le 16 mars 1990 à Osijek en Croatie. Formé au VfB Stuttgart, il effectue toute sa carrière au 1899 Hoffenheim.

## Biographie
Le 28 septembre 2012, Vukčević est victime d'un accident de la circulation. Il est placé dans un coma artificiel à l'hôpital d'Heidelberg. Il sort du coma le 16 novembre suivant.

## Carrière
| Saison    | Club            | Pays       | Championnat        | Coupes nationales | Coupes Continentales | Sélection |
| --------- | --------------- | ---------- | ------------------ | ----------------- | -------------------- | --------- |
| 2008-2009 | 1899 Hoffenheim | Bundesliga | 1 match            | -                 | -                    | -         |
| 2009-2010 | 1899 Hoffenheim | Bundesliga | 28 matchs / 1 but  | 4 matchs          | -                    | -         |
| 2010-2011 | 1899 Hoffenheim | Bundesliga | 26 matchs / 2 buts | 3 matchs          | -                    | -         |
| 2011-2012 | 1899 Hoffenheim | Bundesliga | 18 matchs / 2 buts | 1 match           | -                    | -         |
| 2012-2013 | 1899 Hoffenheim | Bundesliga | 5 matchs / 1 but   | 1 match           | -                    | -         |

Dernière mise à jour le 19 mai 2013

## Palmarès
Néant